# Tier

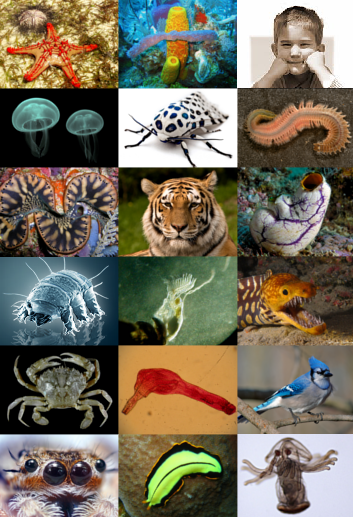
Verschiedene Tiere

Tiere sind vielzellige Lebensformen, die eine Form des heterotrophen Stoff- und Energiewechsels betreiben, somit in der Ernährung auf Körpersubstanz oder Stoffwechselprodukte anderer Organismen angewiesen und keine Pilze sind. Innerhalb der irdischen Lebensformen bilden die Tiere ein eigenes Reich namens Animalia. Dieses Reich wird heutzutage gleichgesetzt mit dem Taxon der Metazoa.
Demzufolge ist die Gruppe der eigentlichen Tiere deckungsgleich mit der Gruppe der vielzelligen Tiere. Nach moderner Auffassung existieren keine einzelligen Tiere, obwohl dies traditionell anders gesehen wurde. Sämtliche Tiere entwickelten sich aus einer gemeinsamen Stammform und sind untereinander näher verwandt als mit allen anderen Lebewesen. Die Tierwelt wird mit dem Begriff der Fauna umschrieben. Die Naturwissenschaft von den Tieren heißt Zoologie.
Der Mensch wird in der Biologie zu den Tieren gezählt. Bestimmte nicht-naturwissenschaftliche Disziplinen – darunter Rechtswissenschaft und Theologie – rechnen ihn nicht zu ihnen. Das Verhältnis zwischen Tier und Mensch ist Forschungsgegenstand der Tierphilosophie.

## Begriff
Der Begriff Tier (lat. animalis), im Deutschen zurückgehend auf althochdeutsch tior (Seelentier, wildes Tier) und verwandt mit gotisch dius (atmendes Wesen), wurde bereits im Altertum geprägt und ist ebenso Grundlage der von Carl von Linné begründeten Taxonomie wie auch der biologischen Systematik. Bis zum 19. und dem Anfang des 20. Jahrhunderts wurde nur zwischen Tieren (Animalia) und Pflanzen (Plantae) unterschieden, in einführenden Lehrwerken hatte diese Zweiteilung noch lange Bestand.

## Rechtliche Perspektive

### Rechtsstellung von Tieren in Deutschland
In der Tradition des römischen Rechts galten Tiere zivilrechtlich lange Zeit als Sachen. In Deutschland wurden sie 1990 mit der Einfügung von § 90a im Bürgerlichen Gesetzbuch gegenüber den Sachen abgeteilt, unterliegen aber im Allgemeinen weiterhin den sachenrechtlichen Bestimmungen. In Österreich war eine vergleichbare Novellierung 1988 mit § 285a ABGB wirksam geworden, in der Schweiz erfolgte sie 1993 mit dem Art. 641a ZGB. Der deutsche § 90a BGB lautet:

„Tiere sind keine Sachen. Sie werden durch besondere Gesetze geschützt. Auf sie sind die für Sachen geltenden Vorschriften entsprechend anzuwenden, soweit nicht etwas anderes bestimmt ist.“

Tierschutz ist in Deutschland ein Staatsziel nach Art. 20a GG. Die Umsetzung ist im Tierschutzgesetz geregelt. Dazu kommen viele weitere Gesetze und Verordnungen wie das Bundesnaturschutzgesetz und das Bundesjagdgesetz sowie die Tierschutz-Nutztierhaltungsverordnung oder die Kälberhaltungsverordnung, die teilweise auch europäisches Recht umsetzen.

„Zweck dieses Gesetzes ist es, aus der Verantwortung des Menschen für das Tier als Mitgeschöpf dessen Leben und Wohlbefinden zu schützen. Niemand darf einem Tier ohne vernünftigen Grund Schmerzen, Leiden oder Schäden zufügen.“

## Kulturelle Perspektive

### Tierdarstellungen in der Architektur

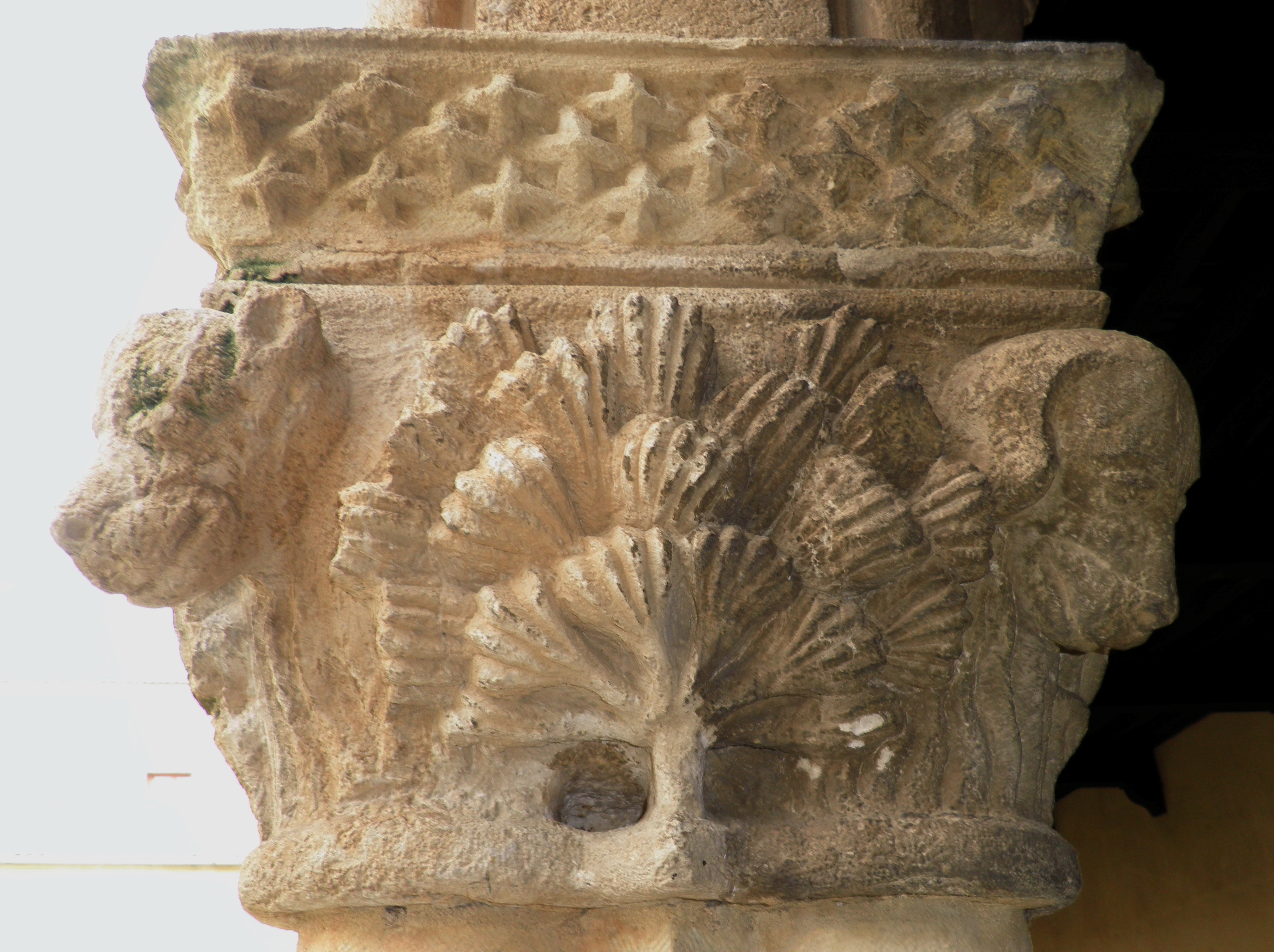
Hundedarstellung an einem gotischen Säulenkapitell

Tierdarstellungen erscheinen in Bauwerken und Gebäuden häufig ornamental bzw. dekorativ, etwa in Bestiensäule, Drolerien, Figurenkapitellen, Onigawaras und Zophoren. Einige architektonische Elemente zeigen stets eine bestimmte Tierart, darunter die bereits in der Antike verbreiteten Bukranien (Rind) sowie die Pferdeköpfe an niederdeutschen Hausgiebeln. Als Laufender Hund wird ein Mäander-ähnlicher Fries bezeichnet.

### Tierdarstellungen in der Kunst
In der Literatur und in bildenden Kunst sind Tierdarstellungen überaus häufig. Bereits in Höhlenmalereien und ägyptischen Grabmalereien sind Tiere dargestellt.